# Tom Moulton
Pour les articles homonymes, voir Moulton.
Tom Jerome Moulton, né le 29 novembre 1940 à Schenectady (État de New York), est un DJ, producteur et arrangeur de musique essentiellement actif durant les années disco de la décennie 1970. 
On lui doit notamment le premier mix disco commercialisé, une piste unique de 19 minutes fusionnant les 3 premiers titres de l’album Never Can Say Goodbye de Gloria Gaynor et le maxi 45 tours qui deviendra un standard pour les DJs.

## Biographie
Né sur la côte Est des États-Unis, Moulton part pour la Californie à 18 ans. Passionné par la musique, il travaille pour un fabricant de Juke Box à Los Angeles pour lequel il est chargé de faire la sélection de disques des machines. Il travaille ensuite comme promoteur pour King Records à San Francisco. Ces deux expériences seront essentielles pour la suite de sa carrière car elle développeront son oreille et son sens des tendances tout en lui apprenant à modifier des singles pour les rendre plus adaptés aux standards des radios et les transformer en succès.
De retour sur la côte Est, il continue à travailler avec succès pour l'industrie du disque qu'il quittera en 1969. 
Il devient ensuite mannequin et défile notamment en Europe. Deux ans plus tard c'est un collègue de son agence qui l'emmène dans un bar très à la mode de Fire Island où venait danser la communauté gay. Moulton se rend compte de la frustration des danseurs, entre les chansons trop courtes (formatées pour les 3 minutes des passages radio) et la difficulté du DJ à faire des enchainements avec des platines simplistes, il se dit qu'il doit pouvoir faire mieux. Il lui faudra 80 heures de travail pour produire un mix de 45 minutes enregistré sur bande. Lorsqu'il propose cette bande au patron du bar, celui-ci la refuse. Il repart dépité et croise sur le ferry qui le ramène sur la côte le propriétaire du Sandpiper, un bar concurrent, qui se montre intéressé et gardera la bande et le numéro de téléphone de Moulton. Le samedi suivant, à 2 h 30 du matin, le propriétaire du Sandpiper l'appelle pour lui faire entendre le succès de son mix et lui demander d'en créer de nouveaux.
« Ça m'a pris quatre-vingt heures pour enchaîner les chansons que je voulais et enregistrer le tout sur une bande magnétique. C’est quelque chose que l’on fait très facilement aujourd’hui, mais à l’époque faire un mix de quarante-cinq minutes, c’était une montagne d’emmerdes. Il fallait prolonger l’intro d’un titre, écourter la fin d’un autre, créer des versions nouvelles de chaque musique pour en garder la plus dansante. Puis je suis allé donner mes bandes à un DJ au bar Sandpiper et ça a marché assez vite. J’avais fait en sorte que le rythme de la musique accélère de façon imperceptible tout au long du mix, et les danseurs s’agitaient donc de plus en plus… A la fin des quarante-cinq minutes, ils n’en pouvaient plus. C’était comme sauter en élastique pour la première fois ; les danseurs ne savaient pas s’ils allaient être récupérés ou pas et c’était follement excitant ! »

### Carrière
Kool Herc ou Francis Grasso (en) cherchent eux aussi à produire un enchainement de musique continu destiné aux pistes de danse, mais le travail de Moulton repéré par les majors de NYC lui vaudra de pouvoir le premier sortir une version longue avec Do It Til You’re Satisfied, de B.T. Express. Mais c'est son enchainement des 3 premières pistes du 2e album de Gloria Gaynor Never Can Say Goodbye en 1975 qui lui permettra d'imposer son style et de créer une signature Tom Moulton mix. Même si Gloria Gaynor n'est pas d'accord avec l'arrangement fait par Moulton, c'est un succès. Les 3 premières pistes (Honey Bee, Never Can Say Goodbye et Reach Out, I’ll Be There) sont enchainées dans un mix de 19 minutesdans lequel apparait le style inimitable de Moulton fait de cuivres, de chœurs et d'orchestrations riches et chaudes posées sur des percussions ultra rythmées. 
Il enchaînera les succès ensuite avec les versions remixées des titres Get Down Tonight de KC and the Sunshine Band, Dirty Ol' Man des Three Degrees, Moonlight Loving d' Isaac Hayes ou celui des Trammps Disco Inferno. On lui doit aussi des remix pour The People's Choice's, Do It Any Way You Wanna, Andrea True's, More, More, More, et Doctor Love de First Choice. C'est aussi lui qui remixe les chansons du premier album de Claudja Barry Sweet dynamite qui sera disque d'or aux États-Unis. 
Entre 1977 et 1979, il produit les 3 albums de Grace Jones, dont sa version de La Vie en rose d'Édith Piaf qui sera un succès aux États-Unis et en France.  
Son travail sera salué lors de la cérémonie de l'éphémère Dance Music Hall of Fame en 2004
A Tom Moulton Mix est le titre d'une compilation des meilleurs remixes de Moulton publiée par Soul Jazz Records en 2006.

### Invention du Maxi 45 tours (vinyle30cm)
Au studio Media Sound, Moulton termine de mixer une chanson de soul de Swamp Dogg qu'il veut passer le soir-même dans un club. Au moment de graver le titre terminé sur un 45 tours, l'ingénieur du son lui annonce qu'il n'a plus de disque vierge. Ils décident alors de graver un 33 tours, ce qui donne comme résultat un sillon qui ne couvre pas l'intégralité du disque. Moulton, anticipant la déception du DJ du Copacabana à qui il le destine, demande à l'ingénieur du son d'étaler le sillon au maximum pour donner l'illusion qu'il y a plus de musique. L'ingénieur du son teste donc une gravure en amplifiant fortement les niveaux sonores pour que l'aiguille grave plus profond même si cela doit augmenter l'amplitude entre les basses et les aigus risquant de rendre la chanson insupportable à l'écoute. À l'écoute le résultat est incroyable, d'une ampleur complètement nouvelle qui donne ce son riche et enveloppant qui sera une signature de la musique des années 70.
« Mais le résultat était complètement ridicule, avec cette petite bande de son au milieu de ce gros disque vide. On a du coup décidé d’étaler les sillons pour faire croire qu’il y avait plus de musique sur le disque. Mais si vous faites ça, il faut monter tous les niveaux afin que les sillons soient assez profonds et que l’aiguille ne saute pas. Et cela amplifie méchamment la dynamique »